# サンワード貿易硬式野球部
サンワード貿易硬式野球部（サンワードぼうえきこうしきやきゅうぶ）は、北海道札幌市に本拠地を置き、日本野球連盟に加盟していた社会人野球の企業チームである。2005年に解散した。
運営母体は、商品先物取引業等を手掛けるサンワード貿易。

## 概要
サンワード貿易(現・サンワード証券)が保有していた1989年発足の軟式野球部が、1998年に北海道の社会人野球をリードしてきたたくぎん野球部とヴィガしらおい（旧：大昭和製紙北海道硬式野球部）が休廃部に追い込まれたのを機に、それぞれの部員の一部を受け入れ硬式野球部に改編し、『サンワード貿易硬式野球部』として日本野球連盟に加盟した。
1999年に日本選手権、2000年に都市対抗野球にそれぞれ初出場を果たす。
その後も元プロ野球選手を迎え入れるなどチーム力の底上げを図り、北海道の社会人野球チームをリードするチームの一つとして成長していたが、2005年オフに本社の業務見直しに伴い廃部が決定、同年12月8日に廃部届を提出し、その歴史に幕を閉じた。

## 設立・沿革
- 1989年 - 軟式野球部が発足。
- 1994年 - 自社グラウンドのサンワードスタジアム（札幌市清田区）が完成。
- 1998年 - 硬式野球部に改編し、企業チームの『サンワード貿易』として日本野球連盟に新規加盟。
- 1999年 - 日本選手権に初出場。
- 2000年 - 都市対抗野球に初出場。
- 2005年 - シーズン終了後をもって廃部。
- 2006年 - サンワードスタジアムを札幌スタジアムと改称。一般利用が可能となる。

## 主要大会の出場歴・最高成績
- 都市対抗野球大会 - 出場4回、8強1回（2002年）
- 社会人野球日本選手権大会 - 出場6回、8強1回（2004年）
- JABA東北大会 - 優勝1回（2004年）
- JABAベーブルース杯争奪大会 - 優勝1回（2004年）

## 主な出身プロ野球選手
- 吉見太一（捕手） - 2005年ドラフト3位で西武ライオンズに入団

## 元プロ野球選手の競技者登録
- 和田博實（元：西鉄ライオンズ） - 助監督（2000年 - 2005年）→沖データコンピュータ教育学院シニアアドバイザー
- 渡邉孝男（元：西武ライオンズ） - 捕手（2001年 - 2002年）→日本ハムファイターズ　※柳川事件以来初めての社会人野球を経てプロ野球に復帰した選手
- 高梨利洋（元：ヤクルトスワローズ） - 内野手（2000年 - 2003年）→コーチ兼内野手（2004年 - 2005年）→東北楽天ゴールデンイーグルススカウト